# Gateway Worship
Gateway Worship es un grupo estadounidense de rock alternativo y pop-rock de temática cristiana, formado en 2003 en Southlake, Texas, en la Iglesia Gateway.
En 2009, en su álbum Living For You se incluyó la canción Revelation Song, compuesta por Jennie Lee Riddle, siendo el segundo disco oficial en contenerla, dándola a conocer por todo Estados Unidos. Fue interpretada por Kari Jobe, quien más tarde se encargaría de popularizar esta canción en Latinoamérica en el idioma español, al interpretarla junto a Danilo Montero, como parte del lanzamiento Devoción del cantante costarricense.
El colectivo de habla hispana de la banda, conocidos como Gateway Worship Español, en 2019, estuvo nominado a los Premios Billboard de la música latina, y en 2023, recibieron un Premio Dove como Mejor canción en español por «Danzando».

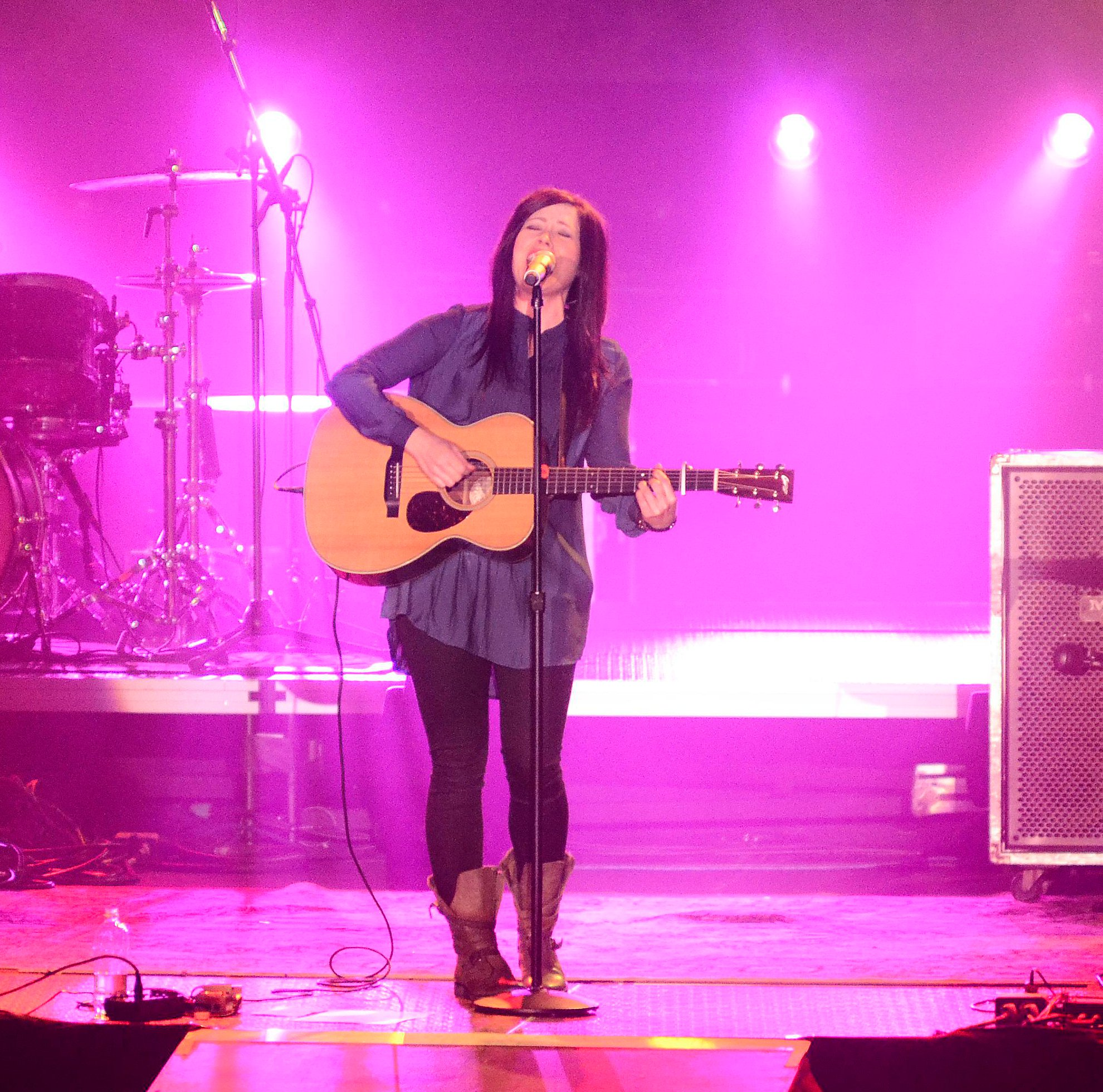
Kari Jobe, una de las cantantes de Gateway Worship.

## Historia
Gateway Worship es el nombre con el que se conoce la expresión musical de la iglesia Gateway que desde 2003 realiza su labor dentro de la misma. Sin embargo, no fue sino hasta 2006 que se lanzó su primer álbum musical Living For You, que comenzaría su carrera como productores de música congregacional no sólo en inglés, sino también en Español y Portugués. Cabe destacar que aunque oficialmente Living For You se considera su primer lanzamiento musical, se conoce un disco llamado Unsearchable que fue lanzado en el año 2003.

## Discografía
La discografía de Gateway Worhsip incluye álbumes en vivo y álbumes de estudio.

### Álbumes en vivo
- Living for You (2006)
- Wake Up the World (2008)
- God Be Praised (2010)
- Great, Great God (EP) (2011)
- Forever Yours (2012)
- Walls (2015)
- Acoustic Sessions: Volume One (2018)
- Greater Than (2018)

### Álbumes de estudio
- Unsearchable (2003)
- My Beloved (2009)
- (Songs Inspired By) Conversations with God (2009)
- The More I Seek You (2011)
- Gateway Worship Voices (2016)
- Monuments (2017)

#### Álbumes Devocionales de Gateway
- Drawing Closer: Songs from Gateway Devotions (2006)
- The Battle: Songs from Gateway Devotions (2007)
- First: Songs from Gateway Devotions (2008)
- Let's Go: Songs from Gateway Devotions (2010)
- In Jesus Name: Songs from Gateway Devotions (2012)
- Love Expressed: Songs from Gateway Devotions (2013)
- It Is Written: Songs from Gateway Devotions (2014)
- The Blessed Life: Songs from Gateway Devotions (2015)
- The God I Never Knew: Songs from Gateway Devotions (2016)
- Waiting on a Whisper: Songs from Gateway Devotions (2017)

#### Álbumes recopilatorios de Gateway
- The First 10 Years (2013)
- Voices: Kari Jobe (2016)
- Voices: Thomas Miller (2016)

#### Álbumes del coro de Gateway
- We Cry Out (2016)

### Álbumes de Gateway Worship Kids
- Look Up (as Gateway Next) (2012)
- Ready to Go (as Gateway Next) (2013)
- Heartbeat (EP) (2016)
- Believe It (2018)
- Todos Mis Dias (2020)

### Álbumes Generate de Gateway
- Gateway Generate (EP) (2013)

### Álbumes en Español
- El Señor Reina (2013)
- Gloria a Dios (2014)
- Por Siempre Tuyo (2016)
- Murallas (2017)
- Más Grande (2018)
- Grande y fiel (2022)

#### EP en español
- Tu Amor No Tiene Fin (Amazon Music Original) - con Generación 12 (EP) (2023)

### Álbumes en portugués
- Glória a Deus (2012)
- Deus Reina (2015)
- Pra Sempre Teu (2016)
- Muralhas (2017)